# スーザ
スーザ（イタリア語: Susa）は、イタリア共和国ピエモンテ州トリノ県にある、人口約6,200人の基礎自治体（コムーネ）。ヴァル・ディ・スーザ（スーザ渓谷）の中央部に位置する。
古代ローマ以前にさかのぼる歴史を持つ都市で、中世の歴史家ルドルフス・グラベルは「アルプスで最も古い都市」と記している。古代ローマ時代にはセグシウムと呼ばれ、アルペス・コッティアエ属州の首府であった。11世紀、トリノ辺境伯を継いだアデライデはスーザに本拠を移し、サヴォイア伯オッドーネと結婚するが、これはサヴォイア家が北イタリアに勢力を伸ばす契機となった。

## 名称
Susa は、イタリア語・ピエモンテ語での名称である。これ以外の言語では、以下の名称を持つ。
- フランス語: Suse

## 地理

### 位置・広がり
トリノ県西部、ヴァル・ディ・スーザに位置するコムーネで、渓谷の名のもとになった集落である。県都・州都トリノの西約53kmに位置する。

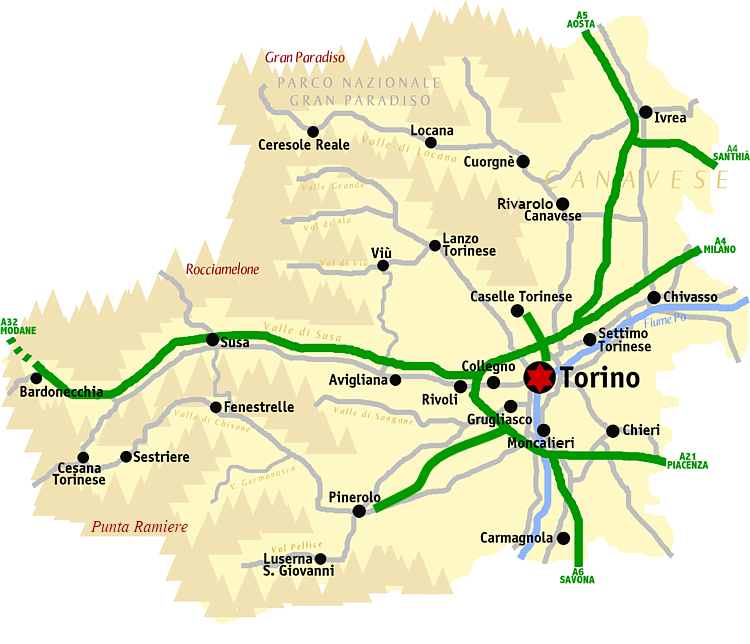
トリノ県概略図

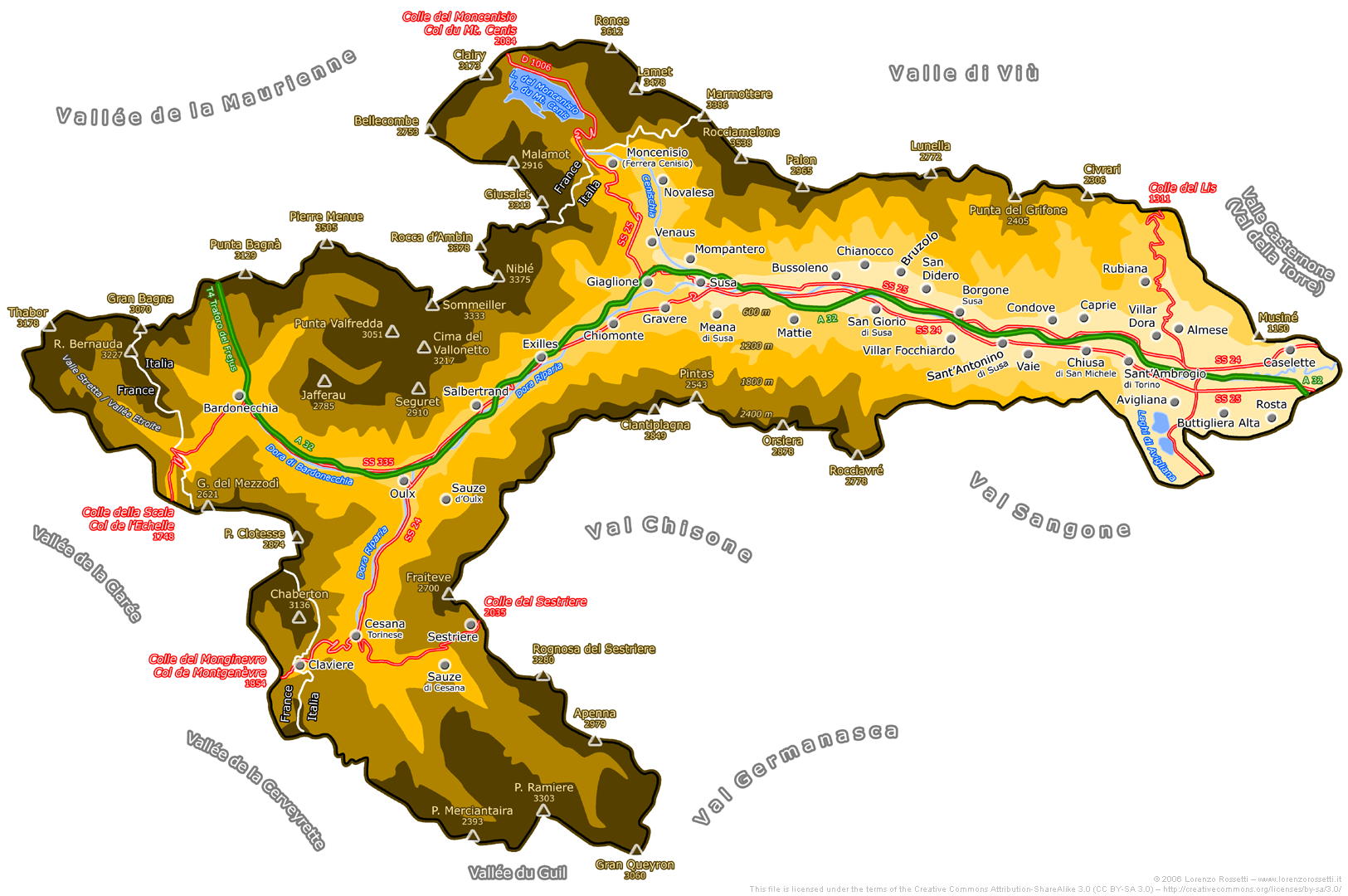
ヴァル・ディ・スーザ地図

#### 隣接コムーネ
隣接するコムーネは以下の通り。
- ブッソレーノ
- ジャリオーネ
- グラヴェーレ
- マッティエ
- メアーナ・ディ・スーザ
- モンパンテーロ

### 地勢
ヴァル・ディ・スーザの谷筋をつくるドーラ・リパーリア川（ポー川の支流）に、北からチェニスキア川が合流する。チェニスキア川流域をヴァル・チェニスキア (it:Val Cenischia) と言う。

### 集落
- スーザの街並み
- 町役場

## 歴史

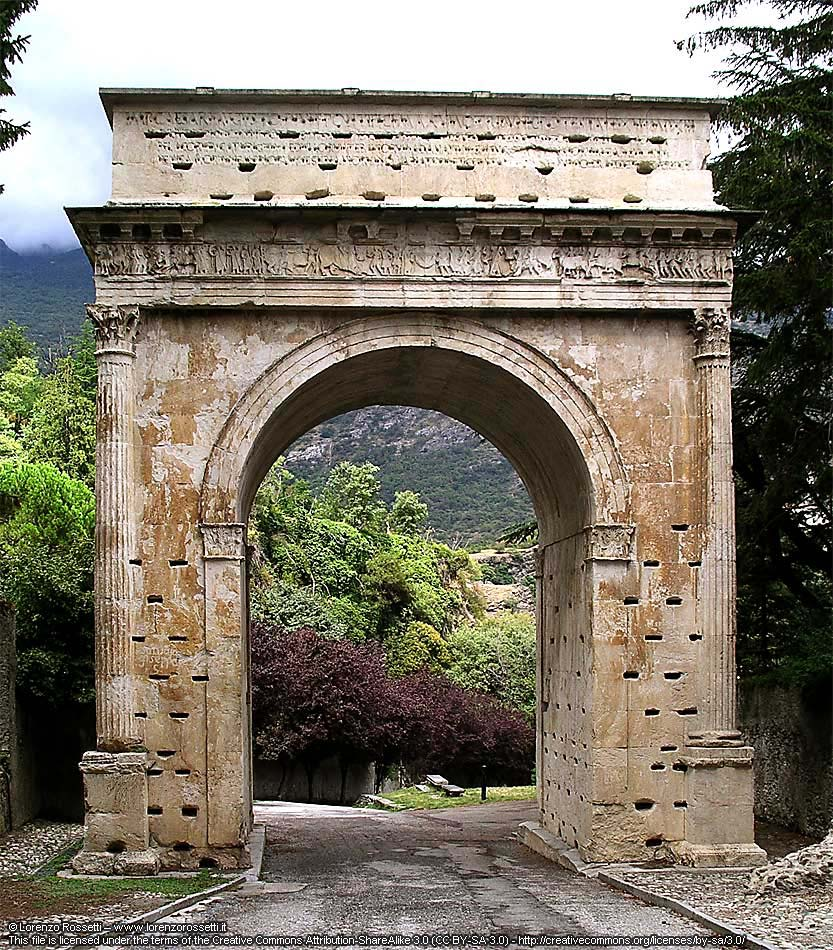
アウグストゥスの凱旋門

### 古代
この都市がいつ、だれによって築かれたかを特定するのは困難である。リグリア人や、その後紀元前500年ごろに入ってきたガリア人が、もともとの住人と合流したと考えられている。
紀元前1世紀末、ユリウス・カエサルはリグリア人の王ドヌス (Donnus) と戦い、のちに和約を結んで、この地は古代ローマの支配のもとに組み込まれた。ローマと地元の人々との良好な関係は、紀元8年から9年にかけて建設されたアウグストゥスの凱旋門の建設に象徴されている。この都市はセグシウム（Segusium）と呼ばれ、アルペス・コッティアエ属州の首府となった。
3世紀には都市の周りに城壁がめぐらされたが、312年にコンスタンティヌス1世の軍勢に包囲された際に焼かれている（ミルウィウス橋の戦い参照）。西ローマ帝国の滅亡（476年）により、セグシウムは衰退した。

### 中世以後
中世から近代にかけて、スーザは南フランスと北イタリアを結ぶ交通路の要衝として、依然として重要な役割を担った。1029年にはスーザの大聖堂 (Susa Cathedral) が築かれた。
トリノ辺境伯 (March of Turin) を1034年に継いだ女伯アデライデは、首都をトリノからスーザに移したと言われ、スーザ女伯などとも呼ばれる（遷都は誤りとする批判もある。アデライデ・ディ・トリノ参照）。アルドゥイン家 (Arduinici) の最後の一人であるアデライデは生涯に3人の夫を持ったが、1046年に結婚した最後の夫がサヴォイア家（サヴォイア伯国）のオッドーネ（オトン）である。オッドーネは積極的にピエモンテに勢力を伸ばしてその大半を手中にし、後年イタリア王家となるサヴォイア家が北イタリアに勢力を伸ばす契機を作ることとなる。アデライデは、オッドーネの死（1057年）の後は息子たちの摂政として振る舞い、オッドーネとの間の長女ベルタを神聖ローマ皇帝ハインリヒ4世に嫁がせ、1091年に没するまで権勢をふるった。
19世紀初頭、ナポレオン・ボナパルトはモン・スニ峠（モンチェニージオ峠）越えの交通路を整備し、新たな街道を開いた（現在の国道25号線 (it:Strada statale 25 del Moncenisio) 。ナポレオン街道 Via Napoleonica と呼ばれる）。ナポレオンはスーザに都市（città）の格を与えた。

## 行政

### 山岳部共同体
広域行政組織である山岳部共同体「ヴァッレ・スーザ・エ・ヴァル・サンゴーネ山岳部共同体」 (it:Comunità montana Valle Susa e Val Sangone) （事務所所在地: ブッソレーノ）を構成するコムーネの一つである。

### 分離集落
スーザには、以下の分離集落（フラツィオーネ）がある。
- Castelpietra, Coldimosso, San Giuliano, Traduerivi

## 文化・観光

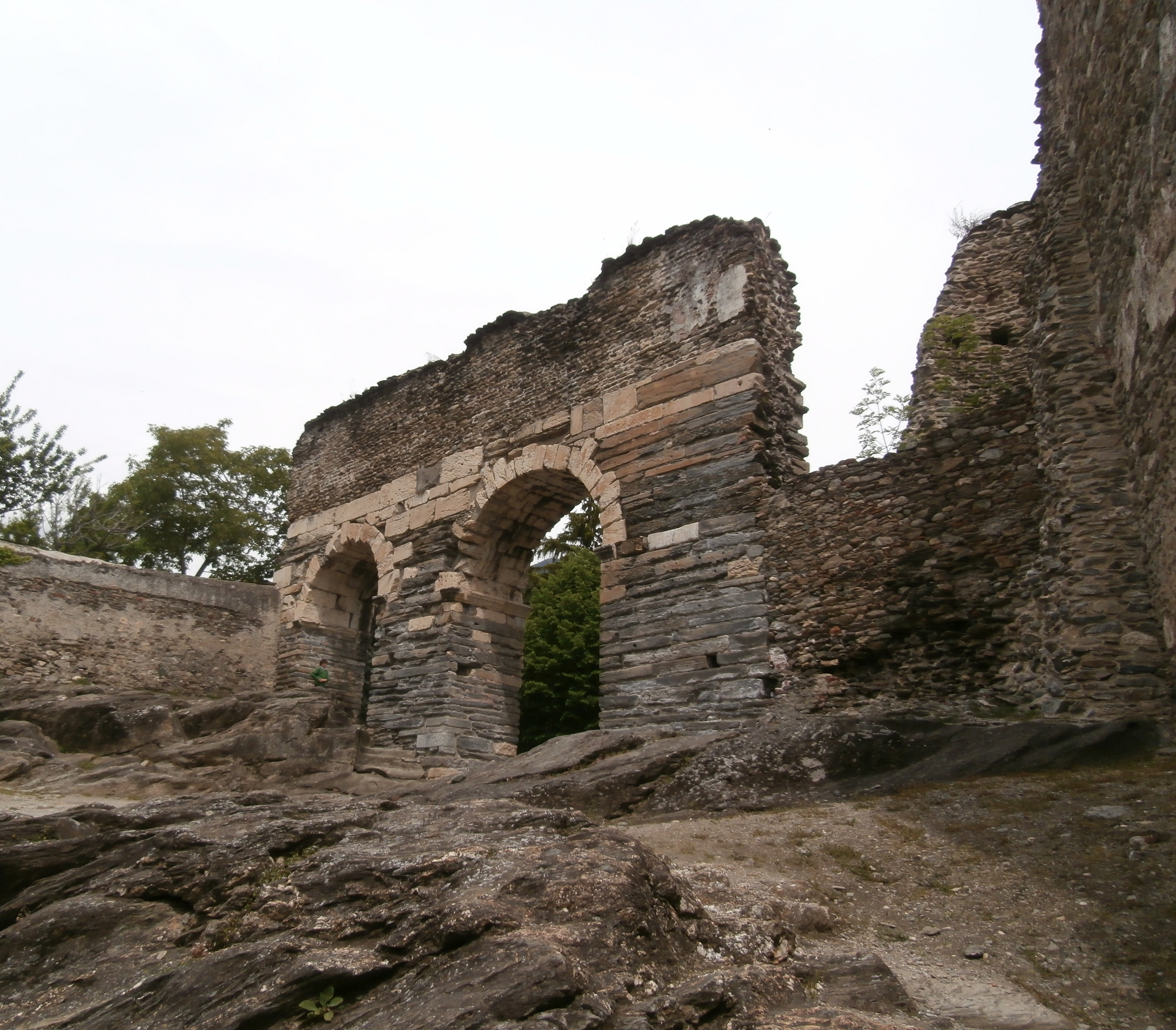
ローマ時代の水道の遺跡。

街の中心にあるサヴォイア広場は、古代都市の上に作られており、ローマ時代の遺跡を見ることができる。
鐘楼を持つデ・バルトロメイの館は、中世の姿をとどめている。

## 姉妹都市
- パオラ、イタリア
- ブリアンソン、フランス
- Barnstaple、イギリス

## 人物

### 著名な出身者
- ボッビオのヨナス（英語版） - 7世紀の修道僧。『コロンバヌス伝』著者。

### ゆかりの人物
- アデライデ・ディ・スーザ - 11世紀の領主。